# Jucunda von Nikomedia
Jucunda von Nikomedia ist eine katholische Heilige, über deren Leben kaum etwas bekannt ist. Im dritten Jahrhundert soll sie während einer römischen Christenverfolgung in Nikomedia, dem heutigen İzmit in der Türkei, den Märtyrertod gestorben sein. Der Gedenktag ist der 27. Juli.
Im Martyrologium Romanum wird Jucunda gemeinsam mit der Hl. Julia als Begleiterin eines Märtyrers Felix von Nola genannt, der wahrscheinlich mit dem Bischof Felix von Nola gleichzusetzen ist. Ältere Quellen stellen beide jedoch in einen Zusammenhang mit der Märtyrerin Januaria von Nikomedia.
Nach ihr wurde der Asteroid (948) Jucunda benannt, der am 3. März 1921 vom deutschen Astronomen Karl Wilhelm Reinmuth entdeckt wurde.